# Dariusz Wieteska
Dariusz Wieteska (ur. 9 stycznia 1987 w Warszawie) – polski aktor filmowy, teatralny i telewizyjny.

## Życiorys

### Młodość
Wychował się w Gortatowicach. Ma dwie starsze siostry, Karolinę i Ewelinę. W dzieciństwie był ministrantem oraz grał na perkusji w zespole, z którym występował w kościele podczas ślubów.
W 2010 ukończył naukę w Szkole Aktorskiej Haliny i Jana Machulskich w Warszawie.

### Kariera
W telewizji zadebiutował w 2010 epizodycznymi rolami w serialu Klan. Od 2014 wciela się w postać ratownika Piotra Strzeleckiego w serialu Na sygnale (postać ta pojawia się również w Na dobre i na złe). Występuje też w reklamach telewizyjnych.
Brał udział w telewizyjnych programach rozrywkowych: Dancing with the Stars. Taniec z gwiazdami (2018) i Dance Dance Dance (2019).

## Życie prywatne
Jest rozwiedziony z aktorką Urszulą Zawadzką-Wieteska (ur. 1986).

## Filmografia
- 2010–2011: Klan:
  - gość motelu, w którym zatrzymał się Leszek Jakubowski (odc. 1898)
  - Hans Klosecki (odc. 1935, 1937-1940, 1956-1957)
- 2011: Kobieta plus drzewo – mieszkaniec
- 2011: Instynkt – lekarz (odc. 12)
- 2011: Błąd atrybucji (etiuda szkolna) – Rudolf
- 2012, 2020: Na Wspólnej – operator Radek (odc. 1673, 1677, 3027, 3034-3035, 3049)
- 2012: Cmentarzysko słoni (etiuda szkolna) – Rafał
- 2013: Południk zerowy – Przemek
- 2014–2016, 2021, 2024: Ojciec Mateusz:
  - barman (odc. 152)
  - Leszek Topol (odc. 172)
  - przechodzień (odc. 187)
  - asystent trenera (odc. 339)
  - gangster Trident (odc. 408)
- od 2014: Na sygnale – ratownik Piotr Strzelecki
- 2014: Na krawędzi – biznesmen (odc. 1)
- 2015: Słaba płeć? – pracownik firmy planującej kupno mieszkania
- 2016: Rozmowy z babcią – mąż wnuczki (odc. 2)
- 2016, 2020–2021: Na dobre i na złe – ratownik Piotr Strzelecki (odc. 623, 763, 806)
- 2016: Dziadek – starszy wnuk Wojtek
- 2016: 7 rzeczy, których nie wiecie o facetach – pracownik w sklepie zoologicznym
- 2017: W rytmie serca – Rafał, były chłopak Agaty (odc. 4)
- 2017: Happy B. day – Adam
- 2017: Barwy szczęścia – ratownik medyczny (odc. 1693)
- 2019: Komisarz Alex – Madejski, pracownik Bivebanku (odc. 152)
- 2019-2021: Zakochani po uszy – policjant Tomek Kozłowski
- 2021: Przyjaciółki – Łukasz (odc. 207, 209-213, 216-218)
- 2022: Tonia – Ksiądz / Jezus Chrystus
- od 2022: Pierwsza miłość – Arkadiusz Wolak
- 2023: Archiwista – Karol Lisiecki (odc. 7)
- 2024: Piep*zyć Mickiewicza - Czystek